# Cyrestis kühni
Cyrestis kühni är en fjärilsart som beskrevs av Johannes Karl Max Röber 1886. Cyrestis kühni ingår i släktet Cyrestis och familjen praktfjärilar. Inga underarter finns listade i Catalogue of Life.